# Felice Tedeschi
Felice Tedeschi (* 1. Januar 1962 in Monteleone di Spoleto) ist ein ehemaliger italienischer Autorennfahrer.

## Karriere
Tedeschi begann seine Motorsportkarriere 1982 im Formelsport. Er startete drei Jahre in der Formel Fiat Abarth. Darüber hinaus trat er 1982 auch zu zwei Rennen der italienischen Formel-3-Meisterschaft an. 1985 kehrte Tedeschi in die italienische Formel-3-Meisterschaft zurück und blieb sechs Jahre in dieser Rennserie. Nach einem 13. Platz in der Saison 1985 und dem 16. Gesamtrang 1986 erzielte Tedeschi 1987 seine erste Podest-Platzierung in der italienischen Formel 3. Er schloss diese Saison auf dem zwölften Gesamtrang ab. 1988 gewann Tedeschi sein einziges Rennen in der italienischen Formel-3-Meisterschaft. Mit einer weiteren Podest-Platzierung erzielte er in dieser Saison mit dem siebten Platz zudem seine beste Gesamtplatzierung. Nach einem 14. Platz 1989 und dem 21. Gesamtrang 1990 verließ Tedeschi die italienische Formel 3. 1991 wechselte Tedeschi in die internationale Formel-3000-Meisterschaft zu Pavesi Racing. Tedeschi qualifizierte sich zu fünf von acht Rennen und erreichte mit einem 15. Platz nur einmal das Ziel. Für das letzte Saisonrennen wurde er durch Max Angelelli ersetzt.
Nach zwei Jahren Pause kehrte Tedeschi in den Motorsport zurück und wechselte in den Tourenwagen. Er startete die nächsten vier Jahre in der italienischen Superturismo-Meisterschaft für Tecnica Racing in einem Alfa Romeo 155 TS. Seine besten Gesamtplatzierungen waren zwei 15. Plätze in den Jahren 1995 und 1997. Darüber hinaus nahm er 1995 an zwei Rennen der spanischen Tourenwagen-Meisterschaft teil. 1998 wechselte Tedeschi in den Sportwagenrennsport und trat in der International Sports Racing Series an. Zweimal gewann er die CN-Wertung. Tedeschi blieb zwei weitere Jahre in der Serie, die in der Zwischenzeit in Sports Racing World Cup umbenannt worden war. Er nahm nur an einzelnen Rennen teil.
Nachdem Tedeschi 2003 an drei Rennen des Porsche Supercups teilgenommen hatte, trat er für längere Zeit in keiner Rennserie an. 2011 kehrte Tedeschi im Alter von 49 Jahren noch einmal in den Motorsport zurück. Er startete für das Roma Racing Team zu zwei Rennen der Superstars Series. Er wurde 24. in der italienischen Wertung. 2012 plante Tedeschi im Alter von 50 Jahren in der Tourenwagen-Weltmeisterschaft (WTCC) an den Start zu gehen. Bei Proteam Racing erhielt er für das Wochenende in Sonoma ein Cockpit in einem BMW 320 TC. Allerdings hatte Tedeschi bereits im ersten Training einen schweren Unfall, den er unverletzt überstand. Das Fahrzeug erlitt allerdings einen irreparablen Totalschaden, sodass er in den Rennen nicht startete.

## Karrierestationen
| - 1982: Formel Fiat Abarth - 1982: Italienische Formel 3 - 1983: Formel Fiat Abarth (Platz 11) - 1984: Formel Fiat Abarth - 1985: Italienische Formel 3 (Platz 13) - 1986: Italienische Formel 3 (Platz 16) - 1987: Italienische Formel 3 (Platz 12) - 1988: Italienische Formel 3 (Platz 7) | - 1989: Italienische Formel 3 (Platz 14) - 1990: Italienische Formel 3 (Platz 21) - 1991: Formel 3000 - 1994: Italienische Superturismo (Platz 18) - 1995: Italienische Superturismo (Platz 15) - 1995: Spanische Tourenwagen - 1996: Italienische Superturismo (Platz 17) - 1997: Italienische Superturismo (Platz 15) | - 1998: International Sports Racing Series (Platz 25) - 1999: Sports Racing World Cup, SR1 - 2000: Sports Racing World Cup, SR1 (Platz 41) - 2003: Porsche Supercup - 2011: Superstars Series (Platz 24) - 2012: WTCC |